# Marcus Williams (piłkarz)
Marcus Vincent Williams (ur. 8 kwietnia 1986, Doncaster) – profesjonalny piłkarz, który gra w Sheffield United jako obrońca. Rozpoczął karierę w Scunthorpe United, zanim przeniósł się do Reading FC, a następnie Sheffield United.